# GPR139
GPR139 (англ. G protein-coupled receptor 139) – білок, який кодується однойменним геном, розташованим у людей на короткому плечі 16-ї хромосоми. Довжина поліпептидного ланцюга білка становить 353 амінокислот, а молекулярна маса — 40 679.
| 10         |  | 20         |  | 30         |  | 40         |  | 50         |
| ---------- |  | ---------- |  | ---------- |  | ---------- |  | ---------- |
| MEHTHAHLAA |  | NSSLSWWSPG |  | SACGLGFVPV |  | VYYSLLLCLG |  | LPANILTVII |
| LSQLVARRQK |  | SSYNYLLALA |  | AADILVLFFI |  | VFVDFLLEDF |  | ILNMQMPQVP |
| DKIIEVLEFS |  | SIHTSIWITV |  | PLTIDRYIAV |  | CHPLKYHTVS |  | YPARTRKVIV |
| SVYITCFLTS |  | IPYYWWPNIW |  | TEDYISTSVH |  | HVLIWIHCFT |  | VYLVPCSIFF |
| ILNSIIVYKL |  | RRKSNFRLRG |  | YSTGKTTAIL |  | FTITSIFATL |  | WAPRIIMILY |
| HLYGAPIQNR |  | WLVHIMSDIA |  | NMLALLNTAI |  | NFFLYCFISK |  | RFRTMAAATL |
| KAFFKCQKQP |  | VQFYTNHNFS |  | ITSSPWISPA |  | NSHCIKMLVY |  | QYDKNGKPIK |
| VSP        |  |            |  |            |  |            |  |            |

A: Аланін

C: Цистеїн

D: Аспарагінова кислота

E: Глутамінова кислота

F: Фенілаланін

G: Гліцин

H: Гістидин

I: Ізолейцин

K: Лізин

L: Лейцин

M: Метіонін

N: Аспарагін

P: Пролін

Q: Глутамін

R: Аргінін

S: Серин

T: Треонін

V: Валін

W: Триптофан

Кодований геном білок за функціями належить до рецепторів, g-білокспряжених рецепторів, білків внутрішньоклітинного сигналінгу. 
Локалізований у клітинній мембрані, мембрані.